# Priester-arbeider
De figuur van de priester-arbeider was een initiatief in de Katholieke Kerk in Frankrijk dat tot doel had de missie van de Kerk onder de arbeiders te intensiveren. De gedachte erachter was dat priesters zouden gaan werken in fabrieken, om daar de arbeiderspopulatie te evangeliseren en te bekeren tot, dan wel te behouden voor de katholieke Kerk.
Het initiatief tot de beweging van de priester-arbeiders werd genomen door Jacques Loew. Loew, een dominicaan, die in 1941 als arbeider begon in de haven van Marseille. Aanvankelijk was het niet eens de bedoeling dat hij als arbeider aan de slag zou gaan. Zijn opdracht was vooral om de omstandigheden waaronder arbeiders werkten en leefden te bestuderen. Loews initiatief had al spoedig navolging in andere Franse industriesteden, waar het werd gezien als een uitgelezen middel om het vertrouwen van de arbeidersklasse, die de Kerk massaal de rug had toegekeerd, te herwinnen. De Franse theoloog Marie-Dominique Chenu, eveneens dominicaan, zette zich in om het pastoraat van priester-arbeiders theologisch te funderen.
Gaandeweg werden sommige priester-arbeiders echter lid van (linkse) vakbonden en politieke partijen. Dit ging het Vaticaan te ver. In 1953 vaardigde paus Pius XII een apostolische exhortatie uit, waarin de beweging werd verboden.

## Bron
- Dit artikel of een eerdere versie ervan is een (gedeeltelijke) vertaling van het artikel Worker-Priest op de Engelstalige Wikipedia, dat onder de licentie Creative Commons Naamsvermelding/Gelijk delen valt. Zie de bewerkingsgeschiedenis aldaar.

1. ↑  Zie over Loew en het begin van de beweging: (en)  Fr. Jacques Loew: Spawned the Worker-Priest Movement